# New York City FC
New York City FC este un club de fotbal profesionist din New York City, Statele Unite. Clubul a fost fondat pe 21 mai 2013, și din sezonul 2015 va evolua în Major League Soccer (MLS), fiind a 12-a echipă din campionat. Investitorii clubului sunt echipa de fotbal din Premier League - Manchester City (80%), și echipa de baseball - New York Yankees (20%), cele două achiziționând drepturile pentru noul club contra sumei de 100 de milioane $.
Echipa va juca pe Yankee Stadium din Bronx, și astfel va fi prima echipă din MLS cu sediul nemijlocit în New York City, întrucât New York Red Bulls își are sediul în Harrison, New Jersey.

## Jucători
La 7 iunie 2024. 
| Nr. |                            | Poziție | Jucător               |
| --- | -------------------------- | ------- | --------------------- |
| 1   | Statele Unite ale Americii | P       | Luis Barraza          |
| 2   | Statele Unite ale Americii | F       | Rio Hope-Gund         |
| 5   | Norvegia                   | F       | Birk Risa             |
| 6   | Statele Unite ale Americii | M       | James Sands           |
| 7   | Serbia                     | A       | Jovan Mijatović       |
| 8   | Statele Unite ale Americii | M       | Andrés Perea          |
| 9   | Algeria                    | A       | Monsef Bakrar         |
| 10  | Uruguay                    | M       | Santiago Rodríguez    |
| 11  | Argentina                  | A       | Julián Fernández      |
| 12  | Serbia                     | F       | Strahinja Tanasijević |
| 13  | Brazilia                   | F       | Thiago Martins        |
| 16  | Costa Rica                 | A       | Alonso Martínez       |
| 17  | Austria                    | A       | Hannes Wolf           |
| 18  | Anglia                     | F       | Christian McFarlane   |
| 22  | Statele Unite ale Americii | F       | Kevin O'Toole         |

| Nr. |                            | Poziție | Jucător        |
| --- | -------------------------- | ------- | -------------- |
| 24  | Jamaica                    | F       | Tayvon Gray    |
| 26  | Argentina                  | A       | Agustín Ojeda  |
| 27  | Argentina                  | M       | Maxi Moralez   |
| 29  | Statele Unite ale Americii | M       | Máximo Carrizo |
| 30  | El Salvador                | P       | Tomás Romero   |
| 32  | Statele Unite ale Americii | M       | Jonny Shore    |
| 35  | Slovenia                   | F       | Mitja Ilenič   |
| 36  | Statele Unite ale Americii | A       | Zidane Yañez   |
| 38  | Statele Unite ale Americii | F       | Drew Baiera    |
| 43  | Brazilia                   | A       | Talles Magno   |
| 44  | Statele Unite ale Americii | P       | Alex Rando     |
| 49  | Statele Unite ale Americii | P       | Matt Freese    |
| 55  | Statele Unite ale Americii | M       | Keaton Parks   |
| 80  | Statele Unite ale Americii | M       | Justin Haak    |
| 88  | Sierra Leone               | A       | Malachi Jones  |